# На прив'язі біля злітної смуги
«На прив'язі біля злітної смуги» — радянський художній фільм режисера Володимира Хмельницького, знятий на кіностудії «Київнаукфільм» у 1988 році.

## Сюжет
Фільм заснований на реальних подіях. Не оформивши ветеринарну довідку, господар залишає собаку біля трапа відлітаючого літака. Кинутий пес залишається вірним своєму господареві. Тепер він з надією зустрічає кожен літак… Під час чергового прильоту ТУ-134 собака прибігає зустрічати свого господаря. Її, за іронією долі, зустрічає стюардеса, яка не дозволила взяти тварину на борт без довідки. Стюардеса відчуває за собою провину і намагається допомогти собаці, яку вона називала Найда.

## У ролях
- Вівчарка на прізвисько Діна — собака Найда
- Тетяна Назарова — Даша Ієвлєва
- Геннадій Болотов — Геннадій Георгійович Воронін
- Костянтин Шафоренко — Митя
- Олена Іллєнко — Таня
- В епізодах: Лесь Сердюк, Микола Задніпровський, Юрій Мисенков, Леонід Бакштаєв, Юрій Дубровін (Іван Семенович Тюрін), Анатолій Юрченко, Тарас Денисенко, Анатолій Лук'яненко, Микола Олійник, Микола Малашенко

## Знімальна група
- Автори сценарію: Олексій Леонтьєв, Володимир Хмельницький
- Режисер-постановник: Володимир Хмельницький
- Головний оператор: Наталя Компанцева
- Оператор: Олександр Тесля
- Художник: Віктор Петров
- Звукооператор: Ігор Барба
- Редактор: В. Артамонов
- Комбіновані зйомки: Н. Шевчук
- Режисер монтажу: Аделіна Хмельницька
- Музичне оформлення: Юлія Лазаревська
- Директор картини: А. Литовський